# Мирослав Хърватски
Мирослав (на хърватски: Miroslav или Stjepan Miroslav) е хърватски крал от рода Търпимировичи управлявал от 945 до смъртта си през 949 г.
Константин VII Багренородни в своя труд За управлението на империята посочва, че Мирослав е син на Крешимир I и го наследява на трона през 945 г. По време на царуването му избухва гражданска война, започната от претендента за трона Михайло Крешимир II. Има предположение, че Михайло е брат на Мирослав. Сборникът с генеалогии на аристократичните родове в Европа Europäische Stammtafeln, издаден през 1935 г., посочва Михайло като син на Мирослав, въпреки че не е изяснено върху кой първичен източник стъпва това твърдение. Така или иначе в хода на гражданската война крал Мирослав губи по-голямата част от владенията си в Босна. Известно е също, че по негово време хърватският флот, който при предшественика му Томислав наброява внушителната цифра от 80 големи и 100 малки плавателни съда, е намален до скромните 30 кораба, а конницата и пехотата, които при предшественика му съответно наброявали 60 000 и 100 000 души, е претърпяла дори още по-чувствителни загуби.
През 949 г. Мирослав е убит от бан Прибина, властел на Лика, и с това гражданската война приключва. На престола сяда Михайло Крешимир II.

## Семейство
Мирослав е бил женен за Маргарита, която след убийството му става монахиня. По-късно е погребана в Дубровник. Двамата не са имали деца.